# Rauhhornzug

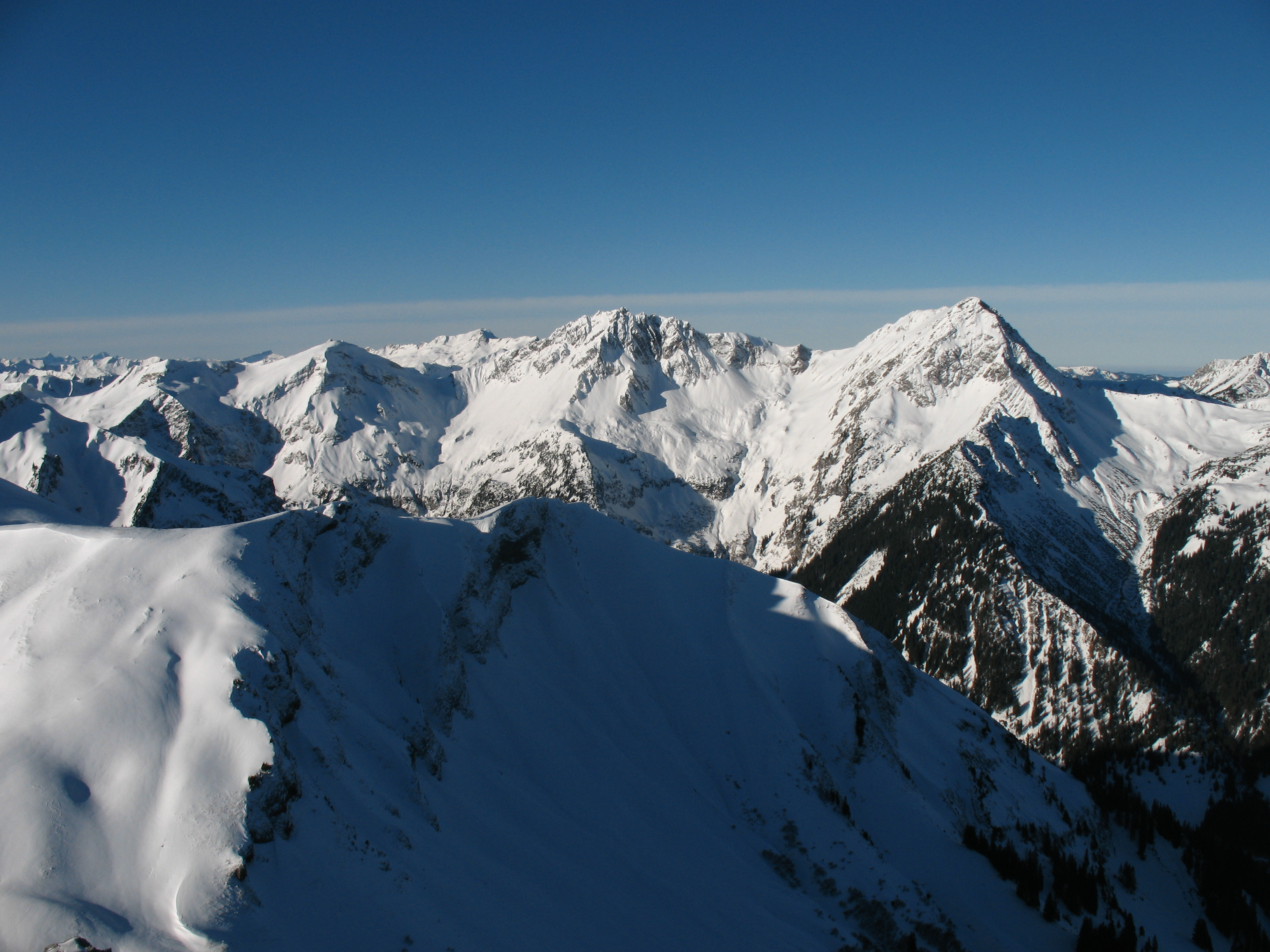
Knappenkopf, Kugelhorn, Rauhorn, Gaishorn

Der Rauhhornzug ist ein Gebirgskamm in den Allgäuer Alpen.

## Beschreibung
In älteren Alpenvereinsführern wurde der Rauhhornzug als eigenständige Untergruppe der Allgäuer Alpen geführt. Er verläuft in ungefährer Süd-Nord-Richtung zwischen der Bockkarscharte (2162 m) und dem Oberjochpass (1175 m) bei Oberjoch. Die westliche Begrenzung bildet die von Süd nach Nord fließende Ostrach. Im Osten begrenzen das West-Ost verlaufende Tal des Schwarzwasserbachs, die Karmulde mit dem Alplsee (1620 m) und das junge Vilstal mit dem Vilsalpsee (1124 m) den Rauhhornzug. Im Nordosten senken sich die Flanken der Berge ins Tannheimer Tal.
In der aktuellen Version (Stand: 2013) des Alpenvereinsführers Allgäuer Alpen wird der Rauhhornzug größtenteils den Vilsalpseebergen untergeordnet. Er wird am Sattel der Notländ (1841 m ü. A.) geteilt und die im südlichen Kammverlauf liegenden Gipfel Sattelkopf (2097 m) und Glasfelderkopf (2271 m) zusammen mit dem Rosskopf (1823 m ü. NHN) der Hochvogel- und Rosszahngruppe zugerechnet.

## Berge
Die Berge und Gipfel, die den Rauhhornzug von Süden nach Norden bilden.
| - Glasfelderkopf (2270 m) - Sattelkopf (2097 m) - Schänzlekopf (2070 m) - Schänzlespitze (2052 m) - Lahnerkopf (2121 m) - Kastenkopf (2129 m) - Kälbelespitze (2135 m) | - Knappenkopf (2071 m) - Kugelhorn (2126 m) - Rauhhorn (2240 m) - Gaishorn (2247 m) - Ponten (2044 m) - Bschießer (2000 m) - Kühgundkopf (1907 m) |

Von diesem Hauptkamm zweigen mehrere Seitenkämme ab, die ebenfalls noch Berge und Gipfel umfassen. Am Sattelkopf zweigt ein Kamm nach Nordwesten über den Rosskopfsattel zum Rosskopf (1823 m ü. NHN) ab. Am Lahnerkopf zweigt ein Kamm nach Norden über das Schreckenjöchle zum Älpelekopf (2024 m) ab. Im Bereich des Zirlesecks (1872 m) zieht ein Seitenkamm nach Nordosten, der die Rohnenspitze (1990 m) trägt. Das Massiv um den Kühgundkopf hat im Westen noch den Nebengipfel Iseler (1876 m) sowie im Osten südlich von Unterjoch den Nebengipfel Krummenbacher Berg (1206 m ü. NHN). Dort liegt außerdem der eigenständige Hotzenberg (1233 m ü. NHN).

## Jubiläumsweg
Entlang des Rauhhornzugs befindet sich ein großer Teil des Jubiläumsweges. Er startet an der Willersalpe (1459 m) und führt über das Gaiseckjoch (2088 m) nach Süden, vorbei am Schrecksee (1813 m) in die Lahnerscharte (1988 m). Von dort verläuft er weiter zur Bockkarscharte und zu seinem Endpunkt dem Prinz-Luitpold-Haus (1846 m).